# Гримашевич, Богдан Петрович
Богда́н Петро́вич Грима́шевич (укр. Богдан Петрович Гримашевич; 28 августа 1984, Тарасовка — 27 августа 2023, Украина) — украинский военнослужащий, сержант, участник российско-украинской войны. Герой Украины (23 августа 2024, посмертно).

## Биография
Родился 28 августа 1984 года в селе Приворотье Житомирской области. Жил в селе Бельковцы Коростышевского района Житомирской области.
С 2014 года участвовал в АТО на востоке Украины. Получил тяжелое ранение, после лечения вернулся в мирную жизнь.
С начала российского вторжения в Украину выполнял задания на разных участках фронта.
Погиб 27 августа 2023 года при выполнении боевого задания.
Похоронен 1 сентября 2023 года в Коростышеве Житомирского района Житомирской области.
Остались дочь, жена, родители и родные.

## Награды
- Звание «Герой Украины» с удостоением ордена «Золотая Звезда» (23 августа 2024, посмертно) — за личное мужество и героизм, проявленные в защите государственного суверенитета и территориальной целостности Украины, верность военной присяге[3].
- Орден «За мужество» III степени (5 декабря 2017) — за личное мужество и самоотверженные действия, проявленные в защите государственного суверенитета и территориальной целостности Украины, верность военной присяге[4].
- Медаль «Защитнику Отчизны» (16 ноября 2016) — за личное мужество и высокий профессионализм, проявленные в защите государственного суверенитета и территориальной целостности Украины, верность военной присяге[5].